# Робърт Лител
Робърт Лител (на английски: Robert Littell) е американски журналист и писател на произведения в жанра трилър, шпионски роман, исторически роман, детска литература и документалистика.

## Биография и творчество
Робърт Лител е роден на 8 януари 1935 г. в Бруклин, Ню Йорк, САЩ, в еврейско семейство с руски еврейски произход. Първоначално фамилното му име е било „Лидски“, а предците му са напуснали Русия по време на погромите, последвали убийството на цар Александър II. Получава бакалавърска степен през 1956 г. от университета „Алфред“, щат Ню Йорк. След това служи четири години във военноморския флот на САЩ на разрушителя „Джон Р. Пиърс“, където работи като навигатор, офицер за борба с подводници, офицер по комуникациите и офицер от палубната вахта.
След армията работи като журналист и от 1964 г. работи за новинарското списание „Нюзуик“, като в периода 1965 – 1970 г. е чуждестранен кореспондент в Източна Европа по време на Студената война. През 1969 г. е издаден първият му роман „Ако Израел загуби войната“ в съавторство, представящ алтернативна история на войната в Близкия изток.
През 1970 г. напуска работата си като журналист и три години по-късно се премества със семейството си във Франция, където въз основа на опита си от Студената война се насочва към литературата и се специализира в шпионски романи, които често засягат ЦРУ и Съветския съюз. През 1973 г. е издаден първият му шпионския роман „Дезертьорството на А. Дж. Люинтер“, който номиниран за наградата „Едгар“ и получава наградата „Златен кинжал“ за най-добър криминален роман на годината от Асоциацията на криминалните писатели.
През 2002 г. е издаден шпионският му контратрилър „Фирмата“, който става световен бестселър. Той е панорамна сага за водещите двоен живот шпиони на ЦРУ по времето на големите световни кризи: съветската окупация на Унгария, авантюрата в Залива на прасетата в Куба, Афганистанската война и пуча срещу Горбачов, като осмива клишетата на романите за студената война, патоса и абсурдността на шпионските игри. Романът получава наградата на „Лос Анджелис Таймс“ за книга. През 2007 г. романът е екранизиран в едноименния телевизионен минисериал.
През 2005 г. е издаден трилърът му „Шпионски легенди“. Изградена въз основа на достоверна политическа и разузнавателна информация, историята е за шпионина Мартин Одъм и неговите самоличности, градени с търпение и старание през годините, за битката на американските служби по сигурността със световното зло, руската мафия и близкоизточния тероризъм. В периода 2014 – 2015 г. романът е екранизиран в телевизионния сериал с участието на Шон Бийн.
По време на пътуване до Москва през 1979 г. той се запознава с Надежда Манделщам, вдовицата на поета Осип Манделщам, който е убит по време на режима на Сталин, и нейните спомени оставят траен отпечатък върху него. Въз основа на срещата и негови проучвания на руската литература създава романа „Епиграмата на Сталин“ от 2009 г.
Робърт Лител е баща на награждавания писател Джонатан Лител, а другияг му син е художник. Брат му Алън Лител също е писател и журналист. Зет е на френския писател Бернар дю Бушерон. Живее със семейството си в южната френска община Мартел, департамент Лот, във Франция.

## Произведения

### Самостоятелни романи
- If Israel Lost the War (1969) – с Ричард З. Чесноф и Едуард Клайн[3]
- The Defection of A. J. Lewinter (1973) – награда „Златен кинжал“[1][2][4]
- Sweet Reason (1974)
- The October Circle (1975)
- Mother Russia (1978)
- The Debriefing (1979)
- The Amateur (1981)
- The Sisters (1986)
- The Revolutionist (1988)
- The Once and Future Spy (1990)
- An Agent In Place (1991)
- The Visiting Professor (1993)
- Walking Back the Cat (1996)
- The Company (2002) – награда на „Лос Анджелис Таймс“
Фирмата : Роман за ЦРУ, изд.: ИК „Прозорец“, София (2003), прев. Светлозар Николов
- Legends (2005)
Шпионски легенди, изд.: ИК „Прозорец“, София (2007), прев. Светлозар Николов
- Vicious Circle (2006)
- The Stalin Epigram (2009)
- Young Philby (2012)
Младият Филби, изд.: ИК „Прозорец“, София (2016), прев. Елика Рафи
- A Nasty Piece of Work (2013)
- The Mayakovsky Tapes (2016)
- Vladimir M. (2017)
- Comrade Koba (2020)
- A Plague on Both Your Houses (2024)

### Документалистика
- For the Future of Israel (1998) – интервю с Шимон Перес[2]
Пет разговора с ... Шимон Перес, изд. „Атлантически клуб в България“ (1999), прев. Таня Кирова

### Екранизации
- 1972 – 1973 Festival of Family Classics - тв сериал, 2 епизода
- 1981 The Amateur
- 1988 Пубертети, Zits
- 2007 The Company – тв минисериал, 6 епизода
- 2014 – 2015 Legends – тв сериал, 20 епизода, по романа „Шпионски легенди“, с Шон Бийн